# ایرج رجبوف
ایرج رجبوف (تاجیکی: Эраҷ Раҷабов؛ زادهٔ ۹ نوامبر ۱۹۹۰) بازیکن فوتبال اهل تاجیکستان است.
از باشگاه‌هایی که در آن بازی کرده‌است می‌توان به باشگاه فوتبال استقلال دوشنبه، باشگاه فوتبال دینامو دوشنبه، باشگاه فوتبال خیر وحدت، و باشگاه فوتبال خجند اشاره کرد.
وی همچنین در تیم‌های ملی فوتبال زیر ۱۷ سال و بزرگسالان تاجیکستان بازی کرده‌است.